# Яррес, Карл
Карл Яррес (нем. Karl Jarres; 21 сентября 1874, Ремшайд, Рейнская провинция, Пруссия — 20 октября 1951, Дуйсбург, Северный Рейн-Вестфалия, ФРГ) — немецкий юрист и политик Немецкой народной партии во времена Веймарской республики, кандидат в президенты Германии (1925). С 1923 по 1924 год — министр внутренних дел и вице-канцлер Германии. С 1914 по 1933 год занимал пост мэра Дуйсбурга. После того как нацисты уволили его, начал карьеру в промышленности.

## Биография
Родился в 1874 году в Ремшайде. В 1897 закончил Эрлангенский университет, доктор права. До избрания мэром Ремшайда в 1910 году, Яррес работал в Дюрене, сначала городским советником (1901), затем заместителем бургомистра (1903). В 1907 году был заместителем бургомистра Кёльна. С 1910 по 1914 был мэром Ремшайда, а с 1914 по 1933 занимал пост мэра Дуйсбурга.
В 1923 году по просьбе Штреземана Яррес возглавил Министерство внутренних дел, а также был вице-канцлером в 1-м и 2-м кабинетах Маркса. В 1925 году, снова по настоянию Штреземана, Яррес стал кандидатом от ННП на президентских выборах в Германии. В первом туре выборов он получил наибольшее количество голосов — более десяти миллионов (39 %). Следующими крупными кандидатами были Отто Браун от социал-демократов, набравший почти восемь миллионов голосов (29 %), и Вильгельм Маркс от партии католического Центра, набравший почти четыре миллиона голосов (14,5 %). Яррес снял свою кандидатуру во втором туре выборов в пользу Пауля фон Гинденбурга, который в дальнейшем одержал победу в упорной борьбе против Маркса и Эрнста Тельмана, кандидата от Коммунистической партии Германии (КПГ).